# Ильичёвец
«Ильичевец» — російськомовна газета, що друкується у місті Маріуполі.

## Історія
- 1928 року — завод Ілліча заснував власну друкарню.[1] Первісно друкували бланки, бухгалтерські папери тощо.

- До травня 1929 року на заводі випускали стінгазети. Їх було декілька, збережена пам'ять про стінгазету з назвою російською «Металлист».[2]
- 1 травня 1929 р. — прийнято рішення про заснування місцевої газети «Іллічівець» російською мовою[1], оскільки російська традиційно була мовою імперії і підтримувалась комуністичним урядом Москви. Друк газети здійснювали в одній кімнаті тодішнього робочого Палацу культури імені Карла Маркса.[3]
- 1941 рік — припинення друку газети через окупацію Маріуполя німецькими військами.
- 8 квітня 1951 року — відновлення друку газети після 10-річної перерви.[2]
- 1960 року — збільшені наклад та асортимент продукції. Придбані нові друкарські машини. Друкарня газети брала замови на поліграфічну продукцію і почала друк газети тричі на тиждень на чотирьох сторінках.[1]
- 1990-ті роки — здійснено перехід на офсетний друк та комп'ютерний набір. Придбані дві наборні станції: одну отримала друкарня, другу — редакція газети «Іллічівець». Друк був чорно-білим.
- У 1996—1997 роках за наказом заводоуправління заклад реорганізовано у розділ оперативного друку і діловодства (російською ОПиД)[1]. Введено в роботу також внутрішньозаводське радіо.[2]
- 2001 р. — друкарня отримала двосекційну офсетну машину «Dominant 725», друк став багатоколірним. Розпочався друк кольорових календарів, плакатів, квитків в палаци культури та Екстрим-парк тощо.[1]
- 1996 рік — наклад газети «Іллічівець» сягнув позначки у 12 000 примірників, у травні 2007 року — збільшився до 110 000 примірників.[3]. Газета стала виходити тричі на тиждень.
- 2003 року — отримана нова рулонна друкарська машина «4ПОГ-60» для кольорового друку.
- з початку 2005 року виходить газета «Іллічівець — Умань» (для Черкаської області), з квітня того року — вийшов перший номер видання «Іллічівець — Крим», з 2006 року — виходить видання «Іллічівець — Кривбас», а з 2008 року вийшов перший номер видання «Іллічівець — Столиця».
- 2012 року — відділ забезпечив друк продукції більш ніж на 8 000 000 гривень.[1]
- 2018 — відбулось поступове об'єднання газет «Іллічівець» та «Приазовский рабочий»[4]

## Редакція
Головне завдання редакції — висвітлювати виробничі теми і життя колективу заводу. Але талановиті працівники редакції ніколи не обмежувались виробничою тематикою і висвітлювали теми культурного і історичного життя міста і Приазов'я, підносячи і зміцнюючи світську духовність. Серед представників редакції — декілька місцевих письменників, що створили і підготували до друку краєзнавчу літературу. В черзі друкованих матеріалів — анонси культурних подій, звіти про виставки, концерти і театральні вистави, конкурси, природничий і культурний туризм, краєзнавча тематика (з історії комбінату Ілліча, «Вулиці Маріуполя» тощо).
У період економічної кризи 1998—2014 років заводоуправління Маріупольського металургійного комбінату імені Ілліча подбало про отримання газети «Іллічівець» більшістю бібліотек Маріуполя, чого не зробили інші місцеві видання.